# Syllis krohni
Syllis krohni är en ringmaskart som beskrevs av Ehlers 1864. I den svenska databasen Dyntaxa används istället namnet Syllis krohnii. Syllis krohni ingår i släktet Syllis och familjen Syllidae. Arten har ej påträffats i Sverige. Inga underarter finns listade i Catalogue of Life.